# Émile Seurat
Pour les articles homonymes, voir Seurat.
Émile Augustin Seurat, né à La Villette le 21 juin 1846 et mort à Paris le 7 février 1906, est un auteur dramatique français. 

## Biographie
Fils d'Antoine Chrisostome Seurat et d'Ernestine Faivre, il est le frère de Georges Seurat,.
Il épouse à Saint-Cloud le 15 octobre 1901, Françoise Gabrielle Déhu.

## Œuvres
- 1875 : Oh ! e' Paladin !, bouffonnerie, avec Julien Valdy, musique de Georges Douay, théâtre des Folies-Dramatiques, 29 juin
- 1885 : Le Terrible Bonnivet, comédie-vaudeville en un acte, avec Alfred Delilia, théâtre Cluny, 31 août
- 1892 : Le Dentiste, comédie en un acte, théâtre du Palais-Royal, 20 novembre